# Howie Rader
Howard Rader, detto Howie (Brooklyn, 29 marzo 1921 – El Paso, 2 febbraio 1991), è stato un cestista statunitense, professionista nella ABL, nella NBL e nella BAA.
Era il fratello gemello di Len Rader.

## Palmarès
- Campione ABL (1945)